# Amphilochus likelike
Amphilochus likelike är en kräftdjursart. Amphilochus likelike ingår i släktet Amphilochus och familjen Amphilochidae. Inga underarter finns listade i Catalogue of Life.